# Beautiful People (serie televisiva 2005)
Beautiful People è una serie televisiva statunitense, trasmessa tra il 2005 e il 2006.

## Trama
La serie vede protagonista una famiglia tutta al femminile, composta dalla madre Lynn Kerr e dalle sue due figlie Karen e Sophie, che lasciano il Nuovo Messico alla ricerca di una nuova vita a New York.

## Episodi
| Stagione       | Episodi | Prima TV originale | Prima TV Italia |
| -------------- | ------- | ------------------ | --------------- |
| Prima stagione | 16      | 2005-2006          | 2008            |

## Distribuzione
La serie, composta da un'unica stagione di 16 episodi, è stata originalmente trasmessa negli Stati Uniti, a partire dall'8 agosto 2005 dal canale televisivo ABC Family. In Australia è stata trasmessa dal 4 gennaio 2006. In Francia è stata mandata in onda dalle emittenti Téva e M6 a partire dal 23 febbraio 2007. In Austria è stata trasmessa da ORF 1 dal 19 maggio 2007. In Italia è stata trasmessa a partire dal il 1º ottobre 2008 sui canali Fox Life e La 5. In Germania è stata mandata in onda da ProSieben Fun e Sixx a partire dal 5 ottobre 2013.